# Simplicianus van Palermo

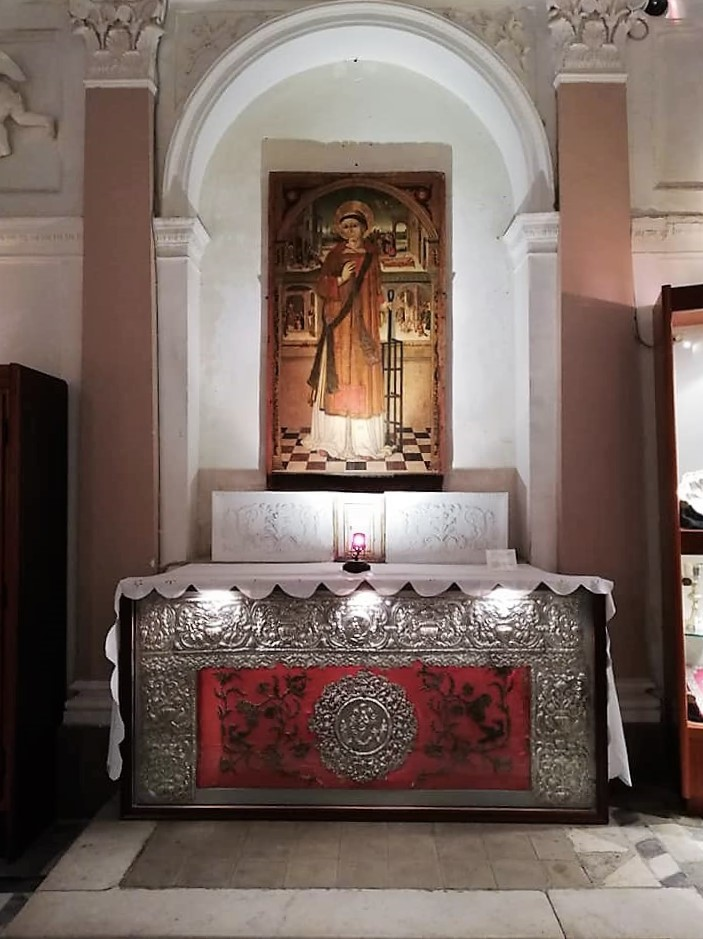
San Lorenzo e storie della sua vita. Pinacotheca Santa Maria degli Angeli, Castroreale, Sicilië

Simplicianus van Palermo (eind 15e eeuw – begin 16e eeuw) was een augustijner monnik en kunstschilder uit Palermo, de hoofdstad van het Aragonese koninkrijk Sicilië. Zijn werken dateren van het begin van de 16e eeuw.

## Werken
Schilderijen van zijn hand werden aangeduid door zijn naam vermeld in het Latijn: Simplicianus Panormita. 
Drie van de vier door hem ondertekende schilderijen hebben een band met een kerk in Castroreale, een gemeente in de metropolitane stad Messina. Het gaat om:
- San Lorenzo e storie della sua vita. Dit schilderij hangt in het parochiaal museum Pinacotheca Santa Maria degli Angeli, de vroegere kerk Santa Maria degli Angeli, in Castroreale.[2] Oorspronkelijk hing het in de kerk Santa Marina in Castroreale.
- Strage degli Innocenti of de Moord op de onschuldige kinderen. Dit schilderij hangt in het Museo civico di Castroreale. Oorspronkelijk hing het schilderij in de kerk Santa Marina in Castroreale.
- Pentecoste of Pinksteren (1538): dit schilderij hing oorspronkelijk in de kerk San Pietro in Castroreale, en ging nadien in privébezit. Het laatste spoor leidt naar Tommaso Silipigini in Messina, volgens een 19e-eeuwse bron.[3]
- Crocifissione con la Madonna e le pie donne of Kruisiging met Madonna en vrome vrouwen. Dit schilderij hing in de kerk Maddalena in Corleone, gelegen in de metropolitane stad Palermo, en hangt in het Museo civico van Palermo.

Een vijfde schilderij Ognissanti of Allerheiligen wordt aan Simplicianus toegeschreven alhoewel zijn naam er niet op vermeld staat. Het hangt in de kerk Salvatore in Castroreale.